# Geay (Charente-Maritime)
Pour les articles homonymes, voir Geay.
Geay est une commune du Sud-Ouest de la France, située dans le département de la Charente-Maritime (région Nouvelle-Aquitaine). Ses habitants sont appelés les Gexois et les Gexoises.

## Géographie
La commune de Geay se situe dans le centre du département de la Charente-Maritime, en région Nouvelle-Aquitaine, dans l'ancienne province de Saintonge. Appartenant au Midi de la France — on parle plus précisément de « Midi atlantique », au cœur de l'arc atlantique, elle est partie intégrante du Grand Sud-Ouest français, et est parfois également incluse dans un Grand Ouest aux contours plus flous.
Le village de Geay est situé à peu près à égale distance de Rochefort (au nord-ouest) et de Saintes (au sud-est). D'une altitude moyenne de 25 mètres, il se situe entre le fleuve la Charente et le ruisseau le Bruant.
Geay est une des étapes d'un sentier de grande randonnée balisé, le GR 360.

### Lieux-dits et écarts
- L'Audeberderie
- Billoteau
- La Bonnière
- La Bougetterie
- Le Breuil
- Les Chevallons, divisés ensuite entre Le Petit Chevallon et Le Grand Chevallon
- La Combe
- La Commanderie
- La Foye
- Frichebois
- La Gautronnière
- La Guignonnière
- La Maisonnette
- La Mauvinière
- La Motte
- L'Ombrière
- La Pouzinerie
- La Queue du Marais
- La Rivière
- Les Treuils
- La Turpinerie

### Communes limitrophes
|                 | Bords   | Saint-Savinien |
| Romegoux        | Geay    | Le Mung        |
| Saint-Porchaire | Plassay | Crazannes      |

## Urbanisme

### Typologie
Au 1er janvier 2024, Geay est catégorisée commune rurale à habitat dispersé, selon la nouvelle grille communale de densité à 7 niveaux définie par l'Insee en 2022.
Elle est située hors unité urbaine. Par ailleurs la commune fait partie de l'aire d'attraction de Saintes, dont elle est une commune de la couronne,. Cette aire, qui regroupe 62 communes, est catégorisée dans les aires de 50 000 à moins de 200 000 habitants,.

### Occupation des sols
L'occupation des sols de la commune, telle qu'elle ressort de la base de données européenne d’occupation biophysique des sols Corine Land Cover (CLC), est marquée par l'importance des territoires agricoles (87,5 % en 2018), en diminution par rapport à 1990 (91,9 %). La répartition détaillée en 2018 est la suivante : 
terres arables (58,2 %), prairies (15,9 %), zones agricoles hétérogènes (13,4 %), forêts (5,1 %), zones urbanisées (4,7 %), zones humides intérieures (1,4 %), eaux continentales (1 %), mines, décharges et chantiers (0,3 %). L'évolution de l’occupation des sols de la commune et de ses infrastructures peut être observée sur les différentes représentations cartographiques du territoire : la carte de Cassini (XVIIIe siècle), la carte d'état-major (1820-1866) et les cartes ou photos aériennes de l'IGN pour la période actuelle (1950 à aujourd'hui).

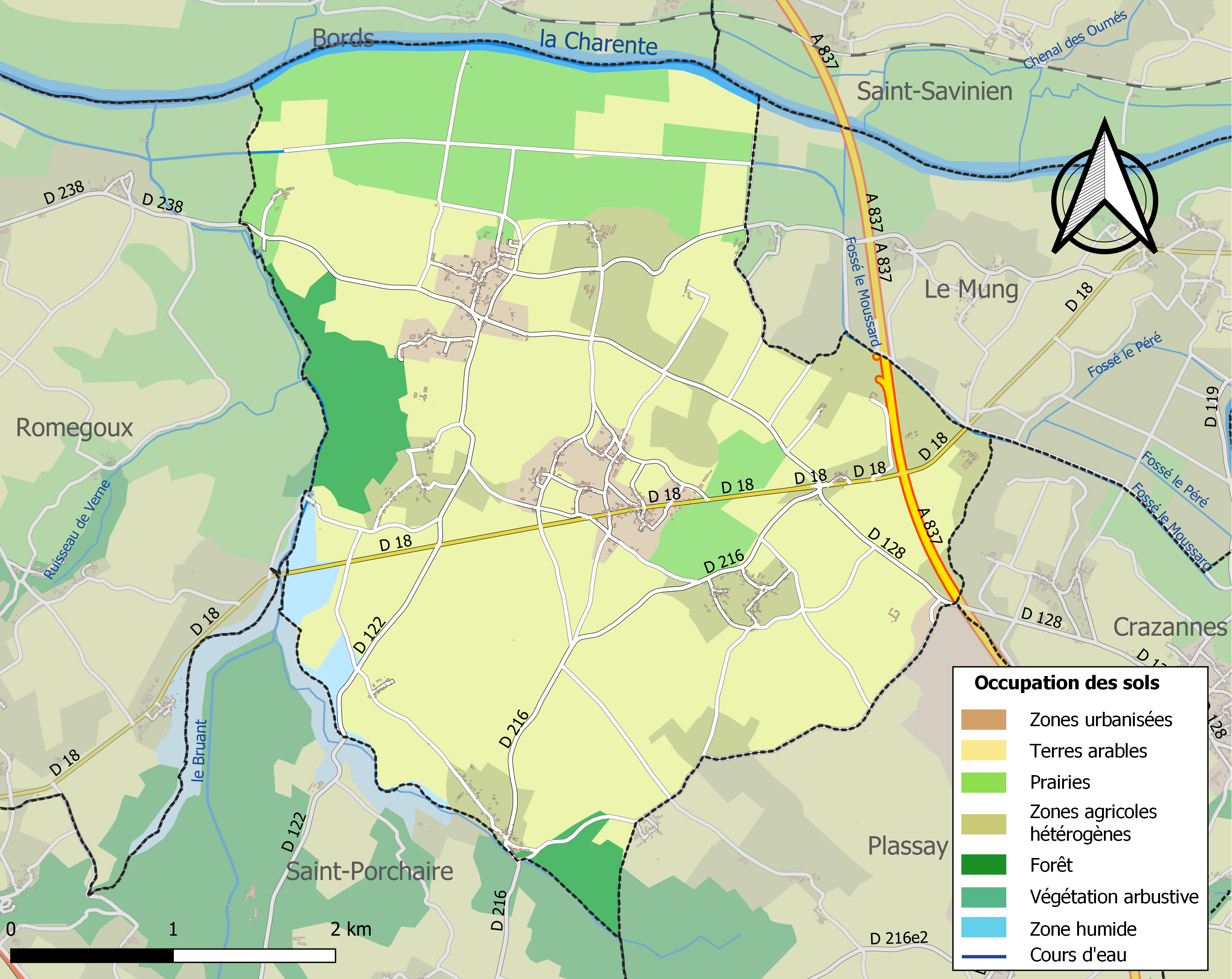
Carte des infrastructures et de l'occupation des sols de la commune en 2018 (CLC).

### Risques majeurs
Le territoire de la commune de Geay est vulnérable à différents aléas naturels : météorologiques (tempête, orage, neige, grand froid, canicule ou sécheresse), inondations, mouvements de terrains et séisme (sismicité modérée). Il est également exposé à un risque technologique, le transport de matières dangereuses. Un site publié par le BRGM permet d'évaluer simplement et rapidement les risques d'un bien localisé soit par son adresse soit par le numéro de sa parcelle.

#### Risques naturels
Certaines parties du territoire communal sont susceptibles d’être affectées par le risque d’inondation par débordement de cours d'eau, notamment la Charente, et par submersion marine. La commune a été reconnue en état de catastrophe naturelle au titre des dommages causés par les inondations et coulées de boue survenues en 1982, 1993, 1999, 2010 et 2021,.

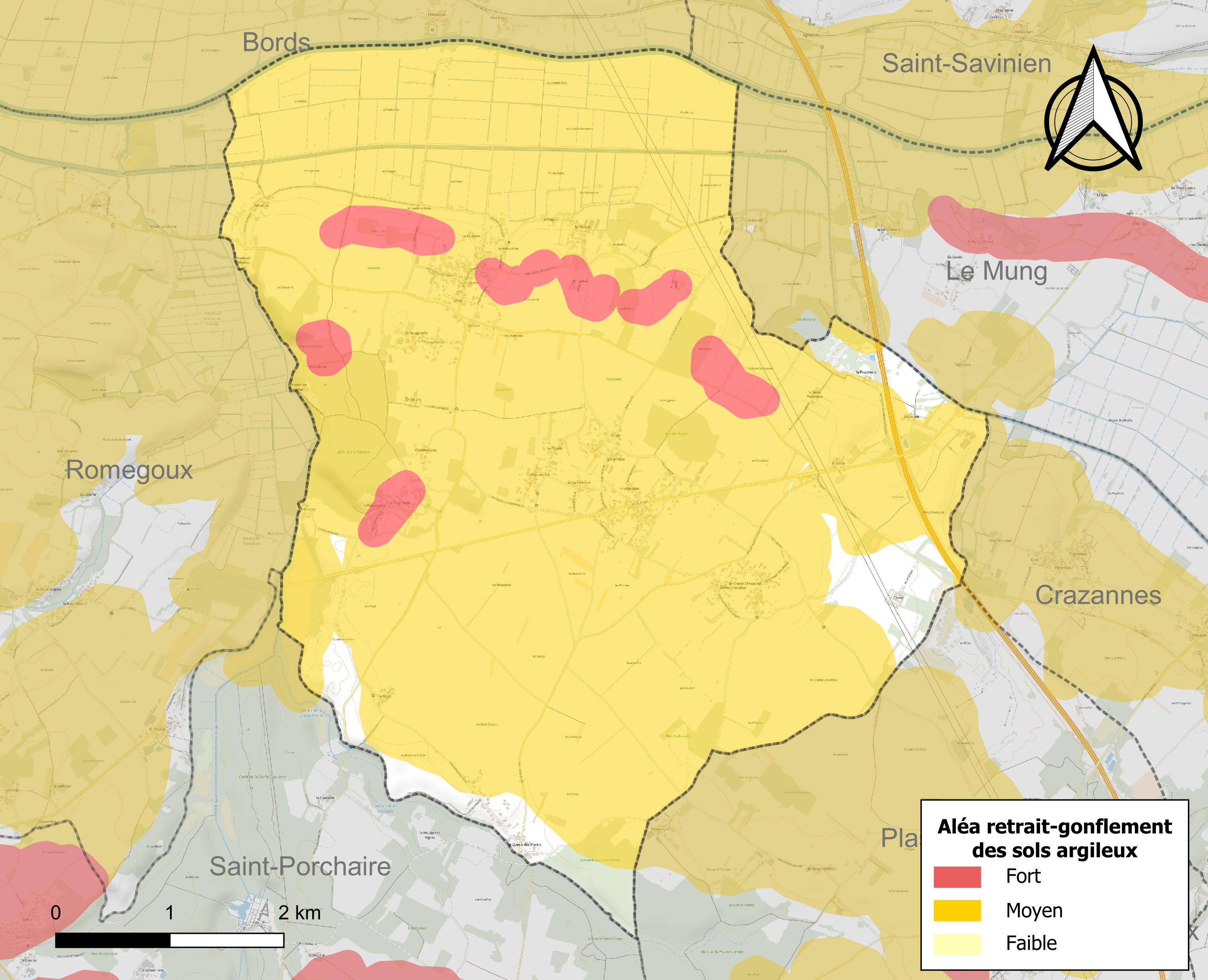
Carte des zones d'aléa retrait-gonflement des sols argileux de Geay.

Les mouvements de terrains susceptibles de se produire sur la commune sont des tassements différentiels.
Le retrait-gonflement des sols argileux est susceptible d'engendrer des dommages importants aux bâtiments en cas d’alternance de périodes de sécheresse et de pluie. 93,7 % de la superficie communale est en aléa moyen ou fort (54,2 % au niveau départemental et 48,5 % au niveau national). Sur les 396 bâtiments dénombrés sur la commune en 2019, 371 sont en aléa moyen ou fort, soit 94 %, à comparer aux 57 % au niveau départemental et 54 % au niveau national. Une cartographie de l'exposition du territoire national au retrait gonflement des sols argileux est disponible sur le site du BRGM,.
Par ailleurs, afin de mieux appréhender le risque d’affaissement de terrain, l'inventaire national des cavités souterraines permet de localiser celles situées sur la commune.
Concernant les mouvements de terrains, la commune a été reconnue en état de catastrophe naturelle au titre des dommages causés par des mouvements de terrain en 1999 et 2010.

#### Risques technologiques
Le risque de transport de matières dangereuses sur la commune est lié à sa traversée par une ou des infrastructures routières ou ferroviaires importantes ou la présence d'une canalisation de transport d'hydrocarbures. Un accident se produisant sur de telles infrastructures est susceptible d’avoir des effets graves sur les biens, les personnes ou l'environnement, selon la nature du matériau transporté. Des dispositions d’urbanisme peuvent être préconisées en conséquence.

## Toponymie
La terminaison du toponyme en -ay représente l'évolution du suffixe gallo-romain -acum « lieu de, domaine de », précédé ici du nom de personne latin Gaius (porté par un gallo-romain autochtone). Ainsi, il s'agit à l'origine un domaine appartenant à Gaius.

## Politique et administration

### Liste des maires
| Période                                  | Période             | Identité                      | Étiquette | Qualité          |
| ---------------------------------------- | ------------------- | ----------------------------- | --------- | ---------------- |
| avant 1809                               | 1826                | Jean-Baptiste Deneschaud      |           |                  |
| 1826                                     | fin 1830/début 1831 | Louis Fraigneau               |           |                  |
| fin 1830/début 1831                      | 1848                | Jean-Henri de Latour          |           |                  |
| 1848                                     | 1848                | Antoine Boureau de Beauséjour |           |                  |
| 1848                                     | après 1882          | Pierre Daunas                 |           |                  |
|                                          |                     |                               |           |                  |
| avant 1981                               | ?                   | André Peloton                 | PCF       |                  |
| 2001                                     | 2008                | Christian Guilloteau          |           |                  |
| 2008                                     | En cours            | Jacky Michaud                 | DVD       | Artisan retraité |
| Les données manquantes sont à compléter. |                     |                               |           |                  |

### Région
À la suite de la réforme administrative de 2014 ramenant le nombre de régions de France métropolitaine de 22 à 13, la commune appartient depuis le 1er janvier 2016 à la région Nouvelle-Aquitaine, dont la capitale est Bordeaux. De 1972 au 31 décembre 2015, elle a appartenu à la région Poitou-Charentes, dont le chef-lieu était Poitiers.

## Démographie

### Évolution démographique
L'évolution du nombre d'habitants est connue à travers les recensements de la population effectués dans la commune depuis 1793. Pour les communes de moins de 10 000 habitants, une enquête de recensement portant sur toute la population est réalisée tous les cinq ans, les populations de référence des années intermédiaires étant quant à elles estimées par interpolation ou extrapolation. Pour la commune, le premier recensement exhaustif entrant dans le cadre du nouveau dispositif a été réalisé en 2006.

En 2022, la commune comptait 783 habitants, en évolution de +5,53 % par rapport à 2016 (Charente-Maritime : +4,04 %, France hors Mayotte : +2,11 %).
| 1793 | 1800 | 1806 | 1821 | 1831 | 1836 | 1841 | 1846 | 1851 |
| ---- | ---- | ---- | ---- | ---- | ---- | ---- | ---- | ---- |
| 648  | 534  | 571  | 580  | 764  | 760  | 760  | 768  | 807  |

| 1856 | 1861 | 1866 | 1872 | 1876 | 1881 | 1886 | 1891 | 1896 |
| ---- | ---- | ---- | ---- | ---- | ---- | ---- | ---- | ---- |
| 809  | 838  | 837  | 826  | 802  | 809  | 816  | 767  | 797  |

| 1901 | 1906 | 1911 | 1921 | 1926 | 1931 | 1936 | 1946 | 1954 |
| ---- | ---- | ---- | ---- | ---- | ---- | ---- | ---- | ---- |
| 801  | 806  | 773  | 699  | 683  | 631  | 592  | 562  | 541  |

| 1962 | 1968 | 1975 | 1982 | 1990 | 1999 | 2006 | 2011 | 2016 |
| ---- | ---- | ---- | ---- | ---- | ---- | ---- | ---- | ---- |
| 507  | 509  | 460  | 444  | 464  | 570  | 626  | 692  | 742  |

| 2021 | 2022 | - | - | - | - | - | - | - |
| ---- | ---- | - | - | - | - | - | - | - |
| 778  | 783  | - | - | - | - | - | - | - |

## Lieux et monuments
- Le vieux lavoir dans le bas du village avec la source pour l'alimenter.
- L'église romane Saint-Vivien, datant du XIIe siècle. Elle est classée en tant que monument historique.
- Le château de Geay, de la fin du XVIe siècle, est situé à proximité du bourg.
- La Ferme des Oiseaux (fermée) : site touristique présentant la vie des oiseaux de Charente-Maritime. Elle était un centre d'information sur les Pôles-Nature de la Charente-Maritime.

## Galerie d'images

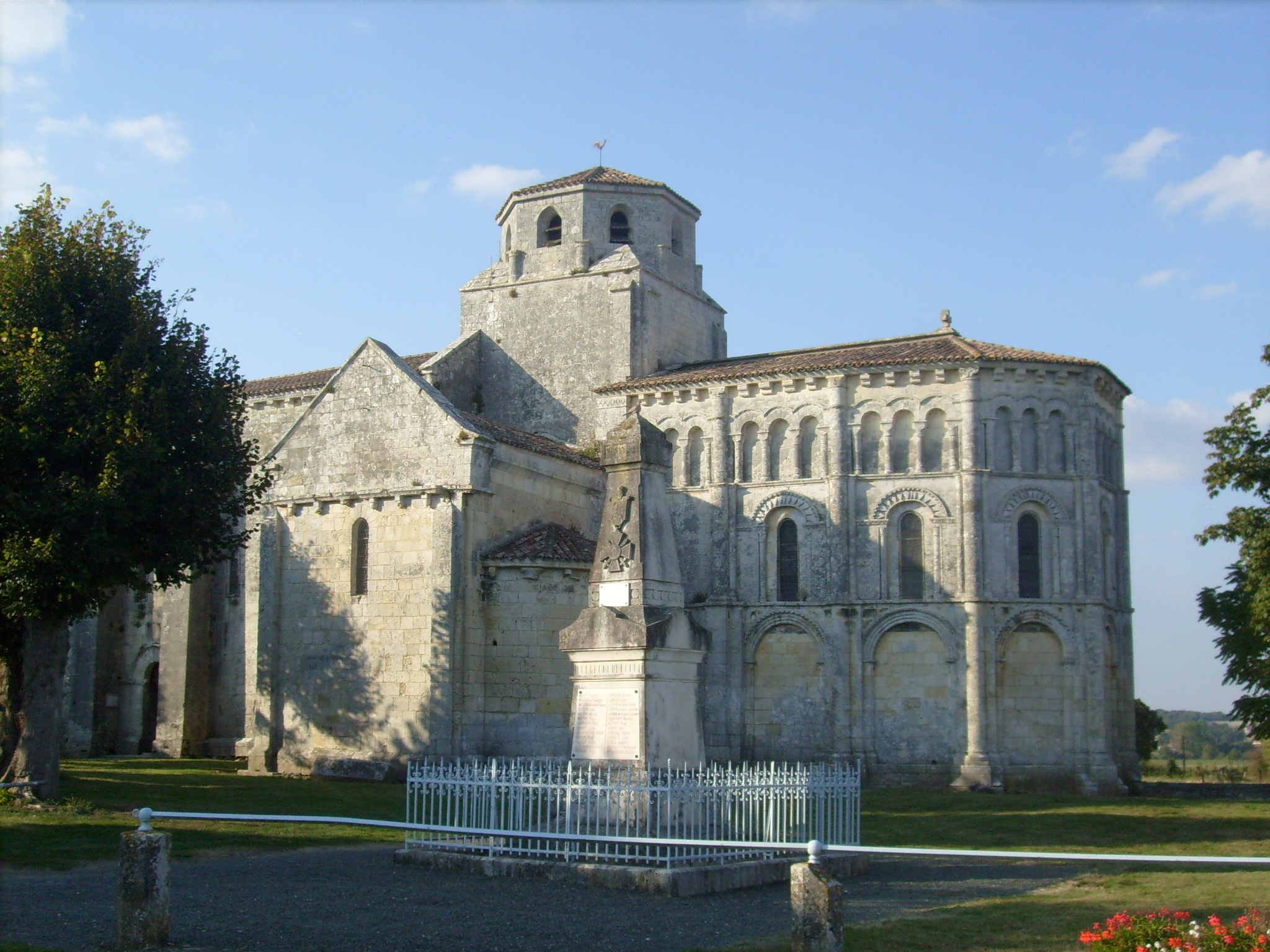
Église romane.
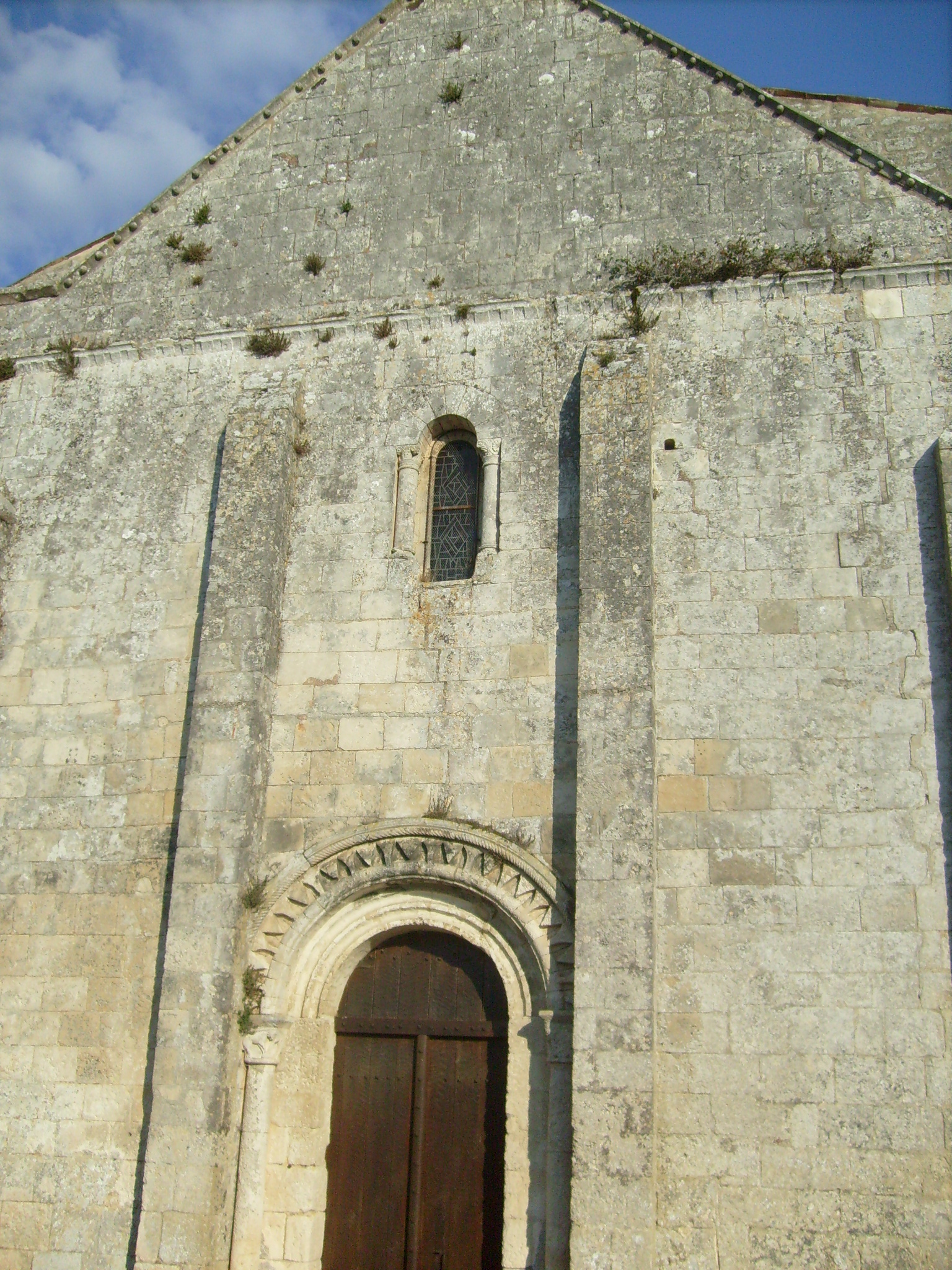
Façade de l'église.
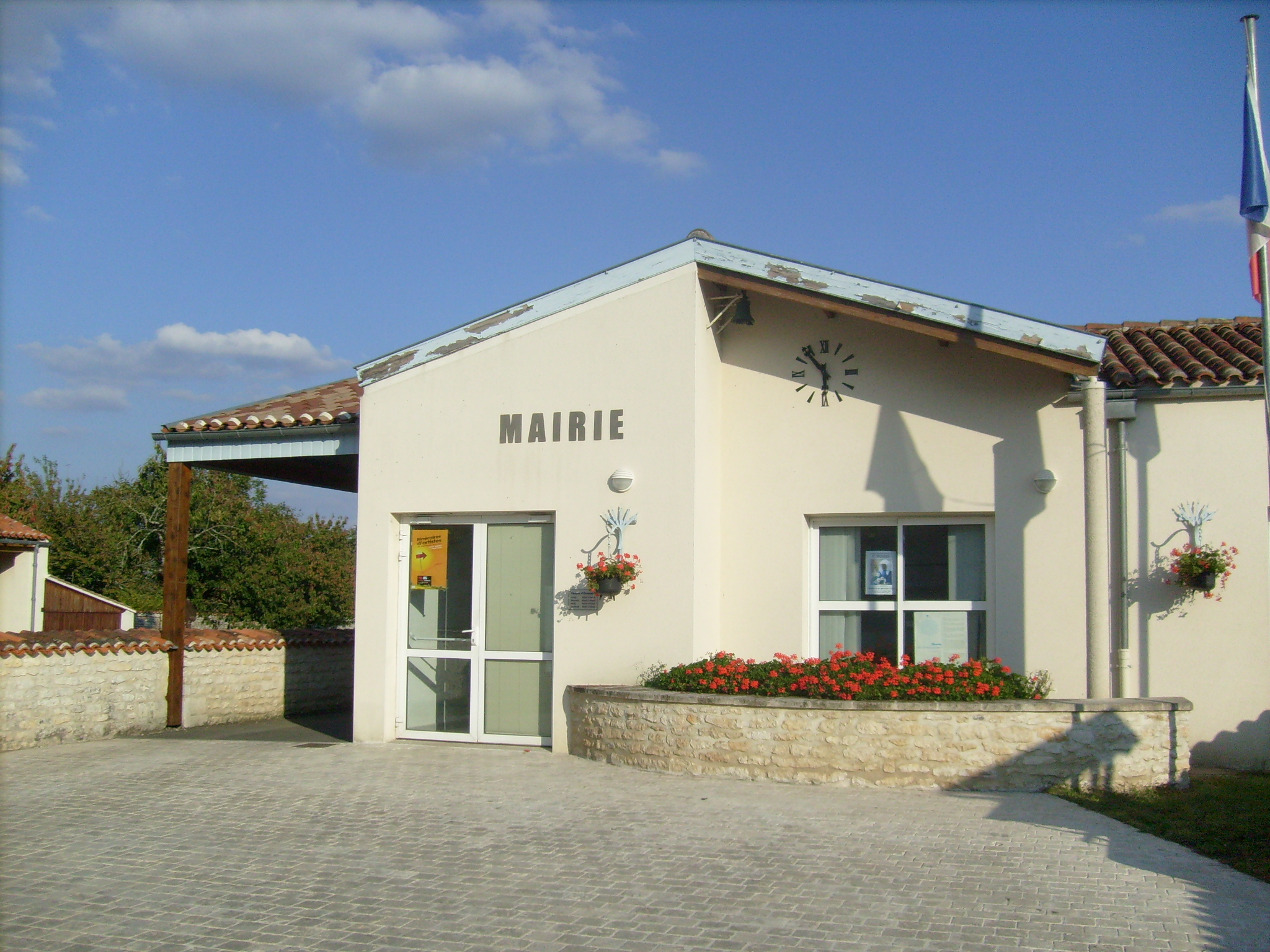
Mairie.
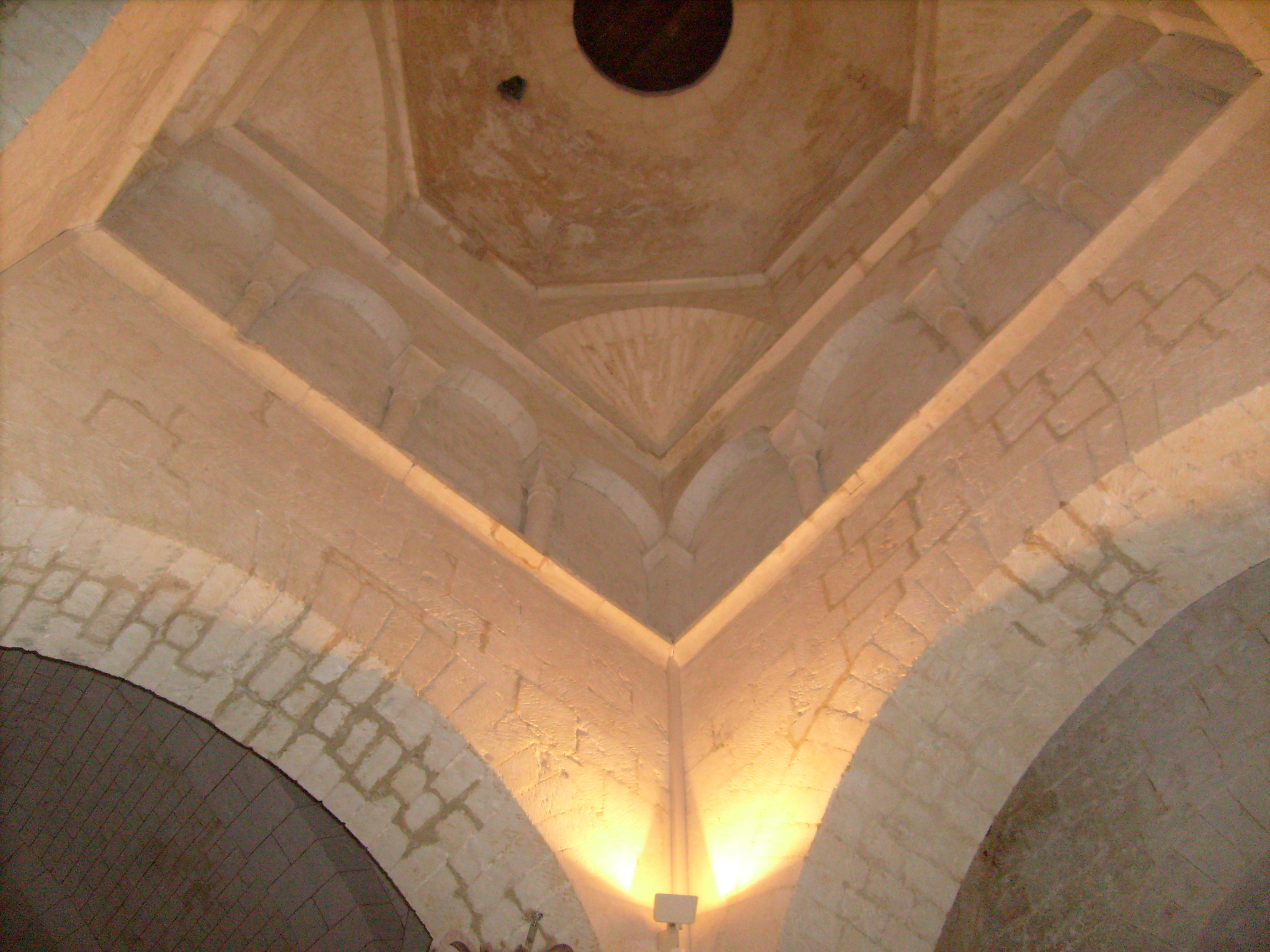
Coupole de l'église romane.